# Eduard Schulz-Briesen

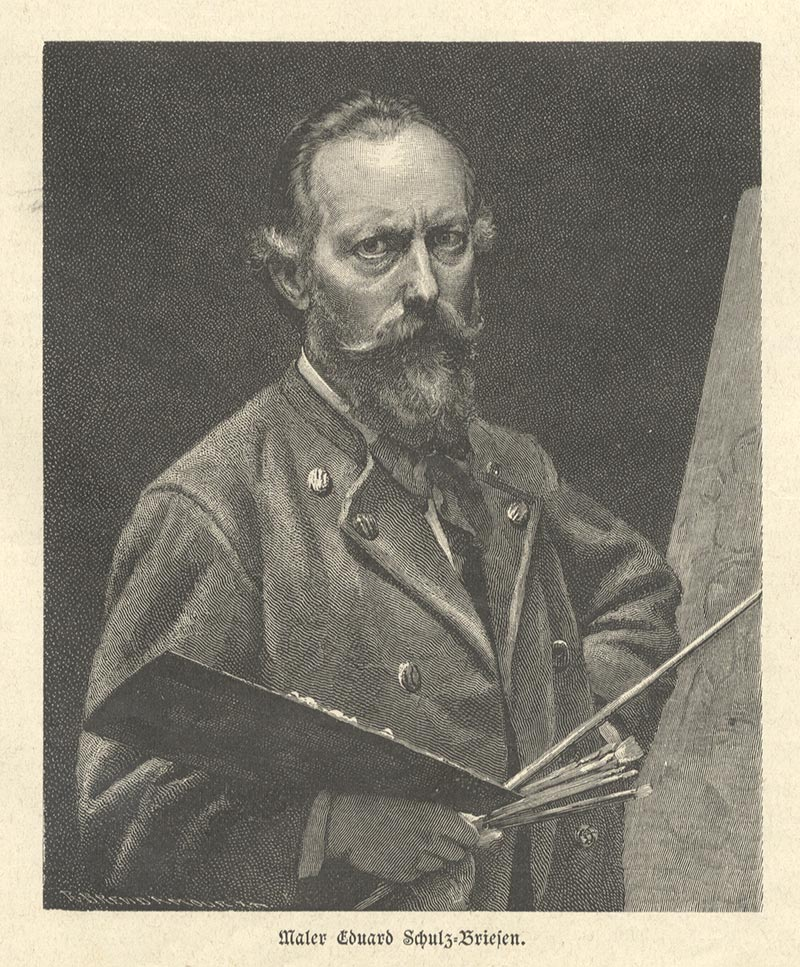
Selbstporträt (Holzschnitt)

Eduard Schulz-Briesen, auch Eduard Schulz oder Edouard Schulz-Briesen (* 11. Mai 1831 auf Haus Anstel in Frixheim-Anstel, Kreis Neuß; † 21. Februar 1891 in Düsseldorf), war ein deutscher Porträt- und Genremaler sowie Illustrator der Düsseldorfer Schule.

## Leben
Von seinem Vater zur militärischen Laufbahn bestimmt, kam er früh auf die Kadettenanstalt Bensberg. Seit 1849 studierte er Malerei an der Kunstakademie Düsseldorf bei Karl Ferdinand Sohn und Theodor Hildebrandt. Ende 1851 kam er nach Antwerpen und setzte sein Studium an der Königlichen Akademie der Künste bei Gustave Wappers fort. Danach verbrachte er einige Zeit in Paris.

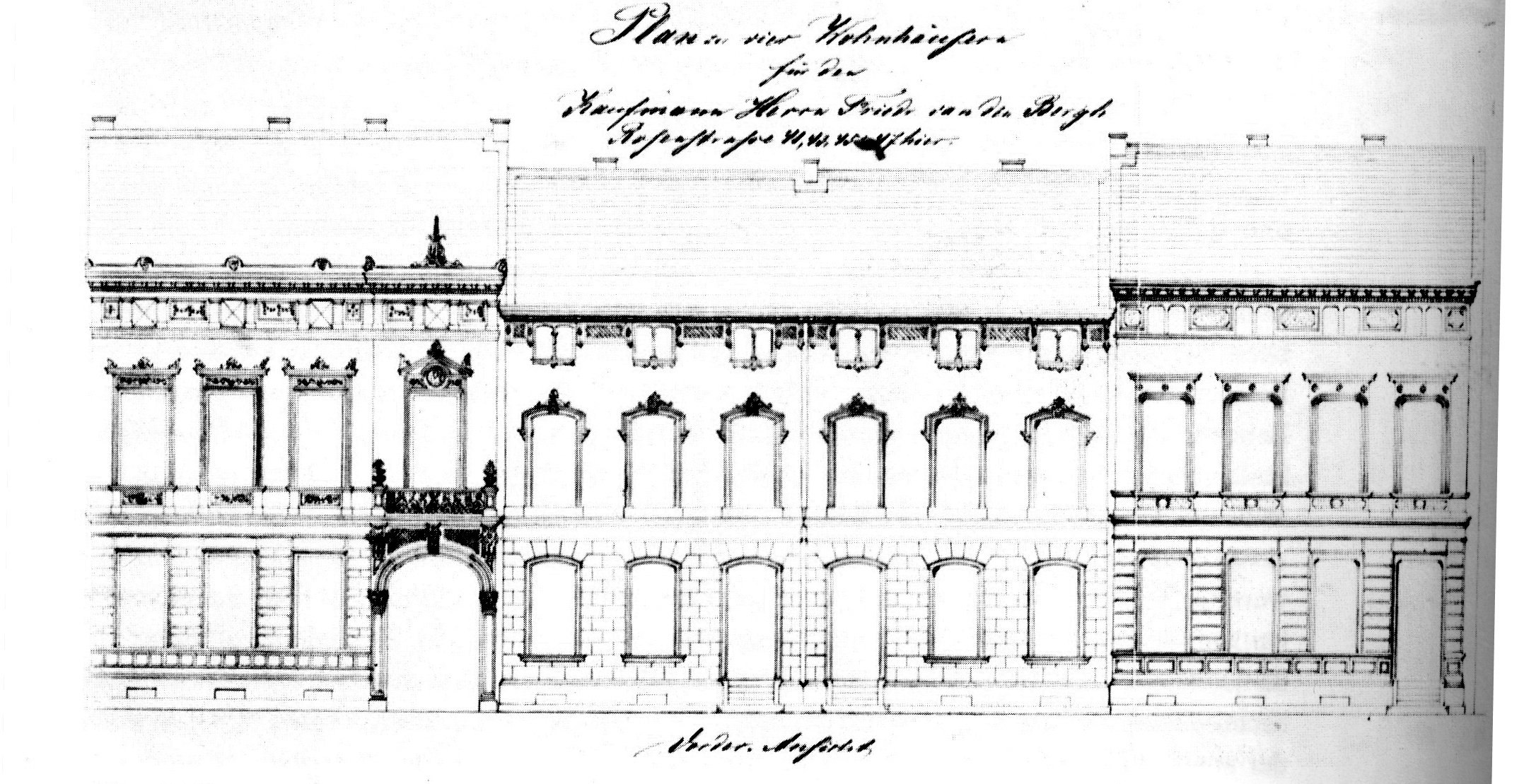
Rosenstraße 41–47, Düsseldorf-Pempelfort

Nach Ableistung der Militärpflicht 1854–1855 in Köln begab er sich nach Berlin, darauf nach Westfalen. Er ließ sich in Barmen nieder. Dort leitete er ein photographisches Atelier. Nach 1870 kam er wieder nach Düsseldorf, wo er Mitglied des Künstlervereins Malkasten war. Um 1874 bezog er das Haus in der Rosenstraße 45, welches neben dem Haus von Wilhelm Sohn lag.
Zusammen mit Ferdinand Brütt führte Schulz-Briesen im Dezember 1879 im Malkasten-Haus das Tableau vivant Decamerone auf, die Nachbildung eines Gemäldes des italienischen Malers Raffaelo Sorbi (1844–1931) aus dem Jahr 1876.
Seine früheren Bilder signierte er mit „Ed. Schulz“, seit 1880 mit „Ed. Schulz-Briesen“. Einige seiner Ölgemälde setzte er als Holzschnitte in Illustrationen für die Zeitschrift Die Gartenlaube um.
Der Bruder Eduard Schulz-Briesens war der Generaldirektor der Zeche Dahlbusch in Gelsenkirchen-Rotthausen, Bruno Schulz-Briesen (1832–1919). Dessen Sohn Max (Bruno Albert Maximilian, 1868–1940), technischer Direktor der Bergwerksgesellschaft Dahlbusch, später Vorsitzender der Sachverständigenausschüsse des Reichskohlenrats, heiratete 1902 seine Cousine Elisabeth (* 1876), Tochter aus Schulz-Briesens Ehe mit Rosa Tetzloff.

## Werke
- Sonntagsmorgen-Gottesdienst 1883.
- Die verlorene Ehre
- Im Herrenstübchen

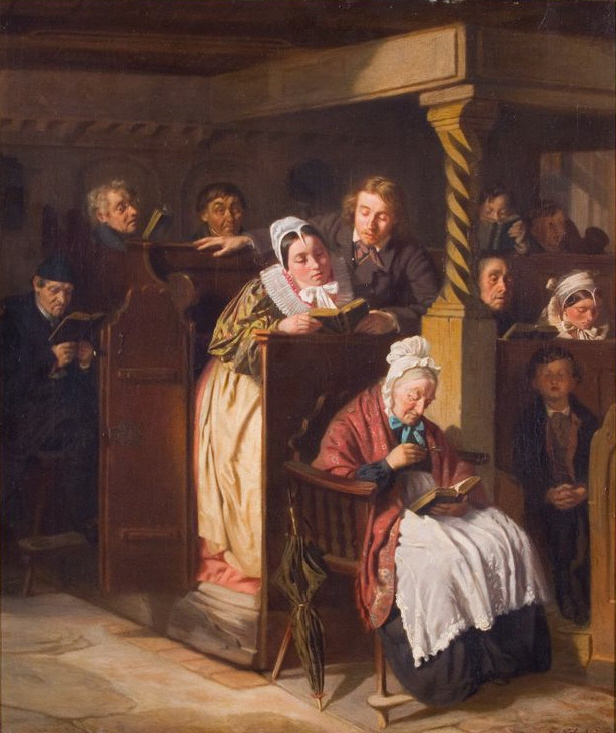
Sonntagsmorgen-Gottesdienst. 1883

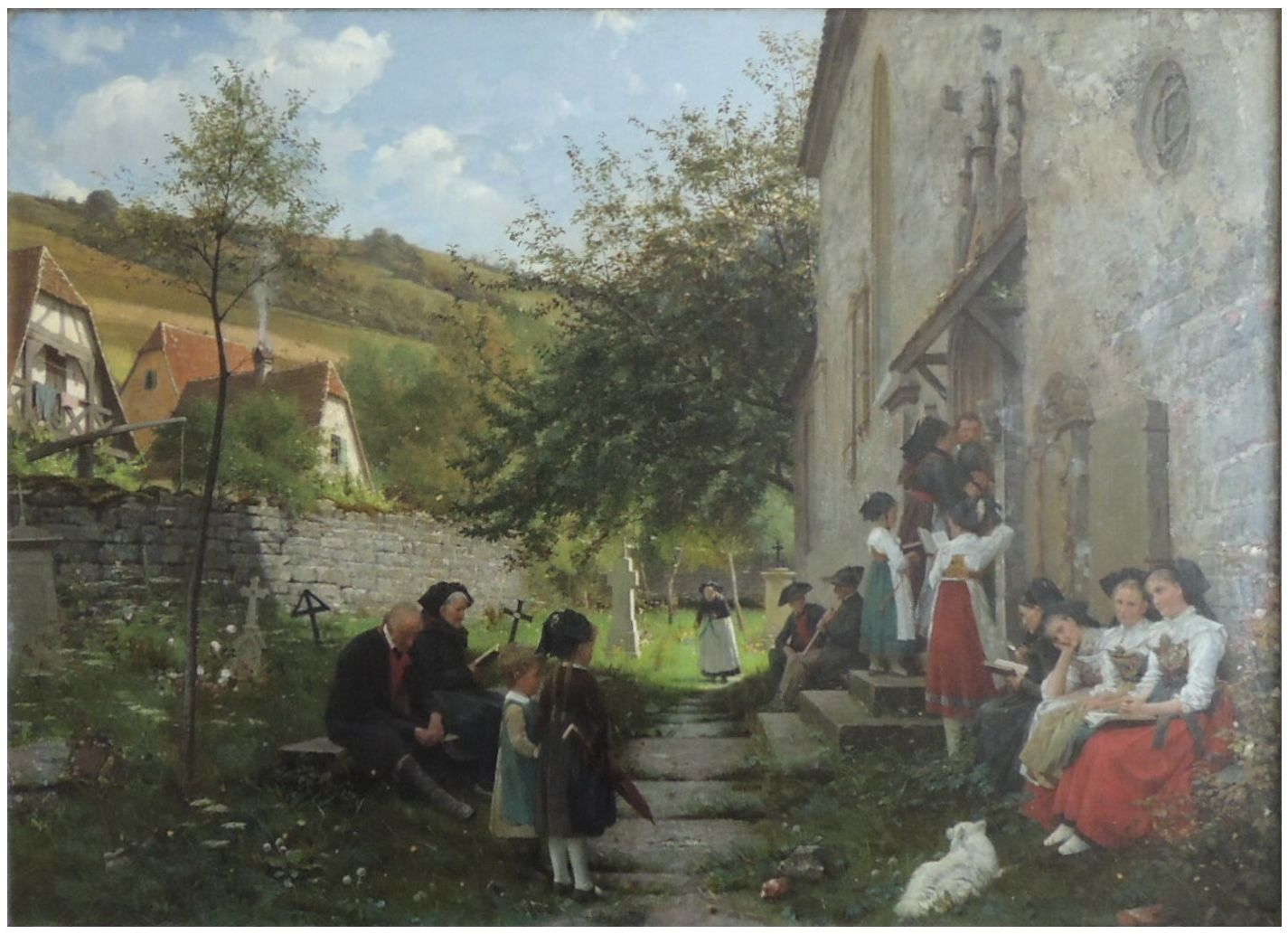
Gottesdienst auf dem Lande

- Der Gang zur Untersuchung (Die Verhaftung, Motiv aus Rothenburg ob der Tauber)
- Der Feinschmecker Städtisches Kramer-Museum, Kempen.[7]
- Streit auf dem Tanzboden
- Arzt am Krankenbett
- Jugenderinnerungen
- Kinderkarneval
- Die angebrachten Zigeuner (Gefangene Zigeuner)
- Gottesdienst auf dem Lande
- In Gedanken, Städtische Gemäldegalerie Düsseldorf, Schenkung in 1892 von der Witwe Eduard Müller, Maria geb. Süs[8][9]